# Albert Brinzinger

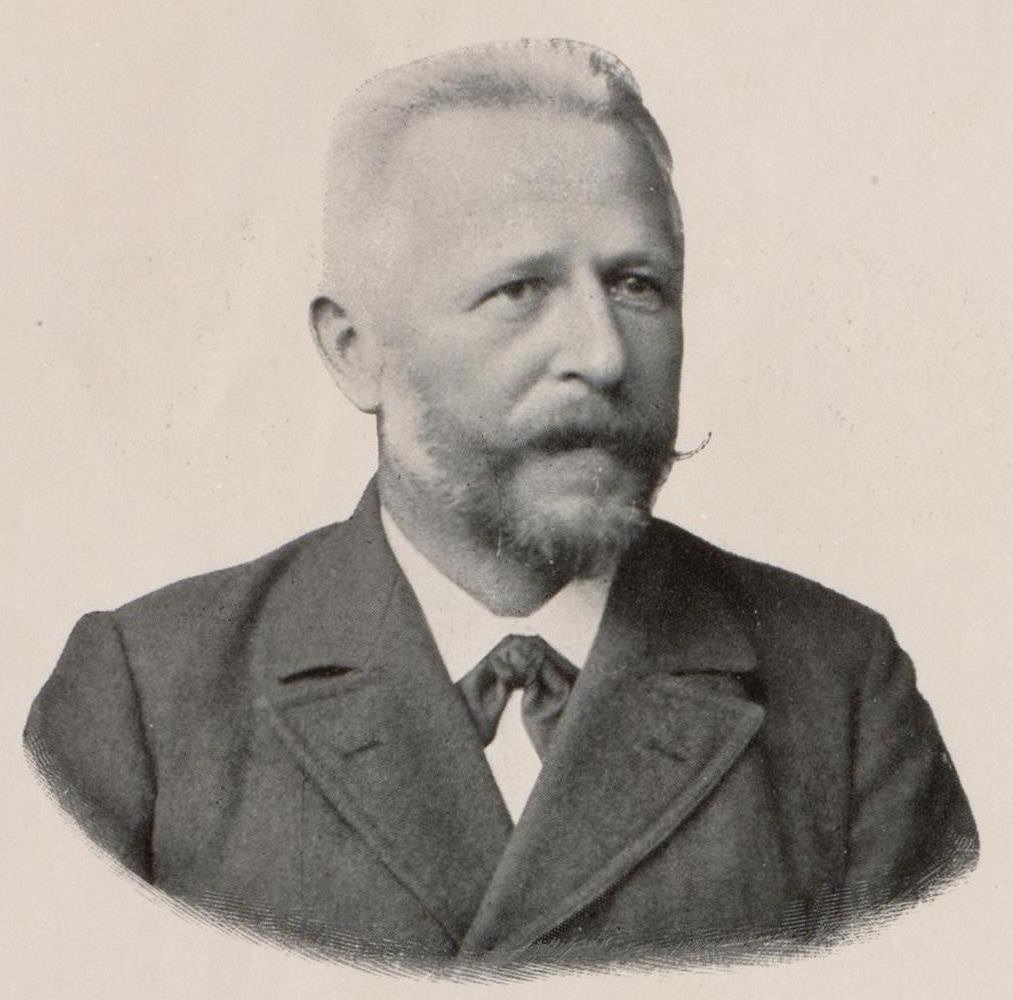
Albert Brinzinger

Albert Brinzinger (* 26. Juni 1845; † 24. September 1918; vollständiger Name: Friedrich Albert Brinzinger) war ein deutscher Baumeister und Bauunternehmer.

## Leben
Albert Brinzinger betrieb neben seiner Tätigkeit als Bauunternehmer auch eine Ziegelei. Im Jahr 1899 baute er die Gaststätte „Zu den drei Linden“ – besser bekannt als „Jägerhaus“ – in Liebersbronn, die aufgrund einer Stiftung Brinzingers 1918 in städtischen Besitz kam. Brinzinger war außerdem der Stifter von Material für das Kinderheim in Liebersbronn.
Zusammen mit Julius von Jobst gründete Brinzinger das Komitee zur Hebung der Neckarschifffahrt, um den Neckar bis nach Plochingen schiffbar zu machen. Brinzinger, der sich auch für die Förderung der Esslinger Neckarkanäle einsetzte, wurde zu Lebzeiten für diese Bemühungen verspottet. Der Plochinger Hafen wurde erst 50 Jahre nach seinem Tod eröffnet. 1908 reiste Brinzinger zusammen mit Max von Mülberger und dessen Frau nach St. Petersburg zum Internationalen Schifffahrts-Kongress.
Nach Albert Brinzinger ist der Brinzingerweg im Esslinger Stadtteil Liebersbronn benannt, ebenso der Städtische Kindergarten „Albert Brinzinger“, Urbanstraße 22 in Esslingen.

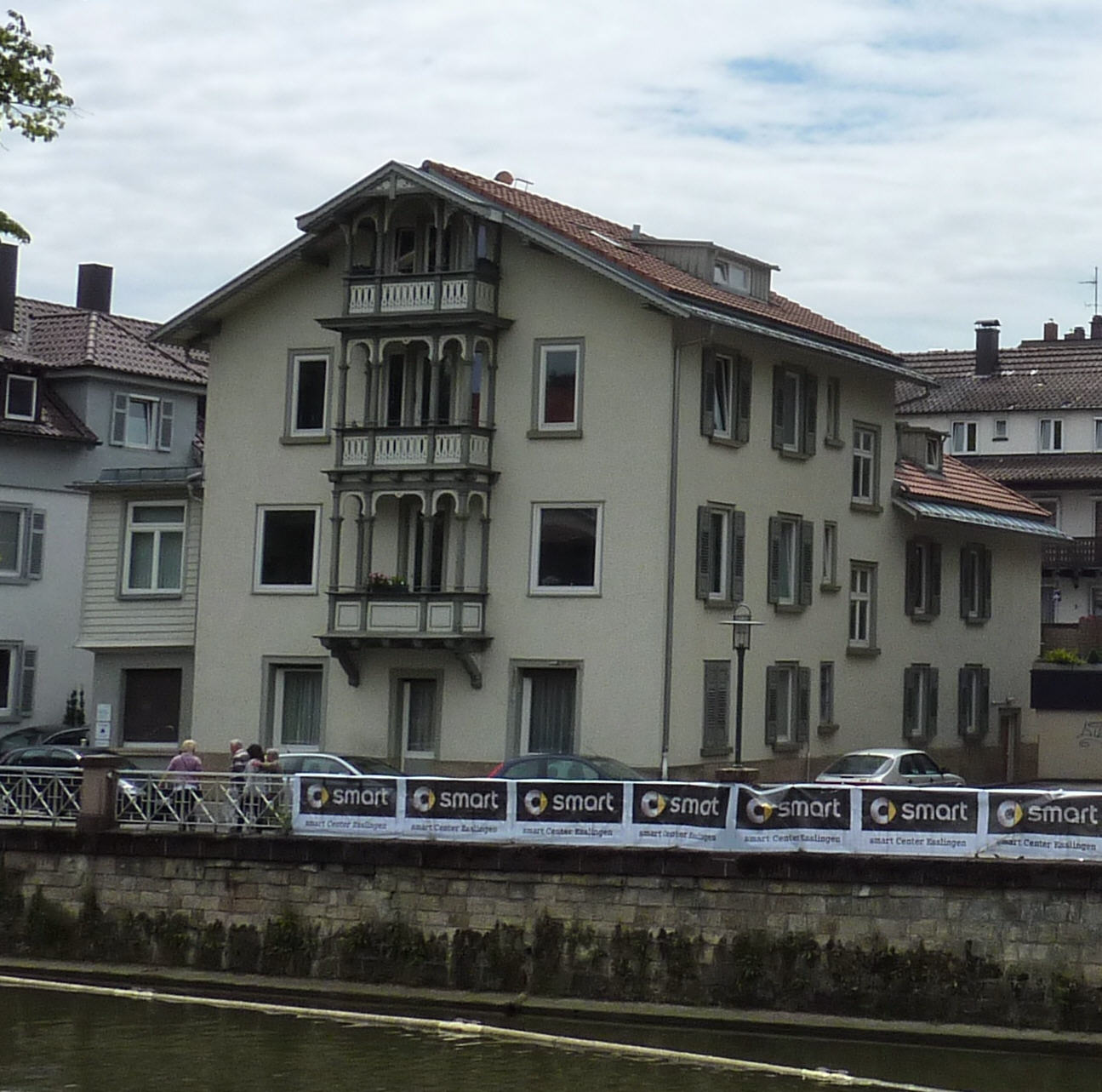
Wehrneckarstraße 2, 1888
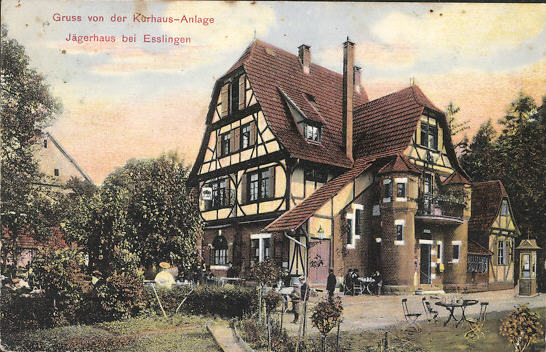
Jägerhaus, um 1907
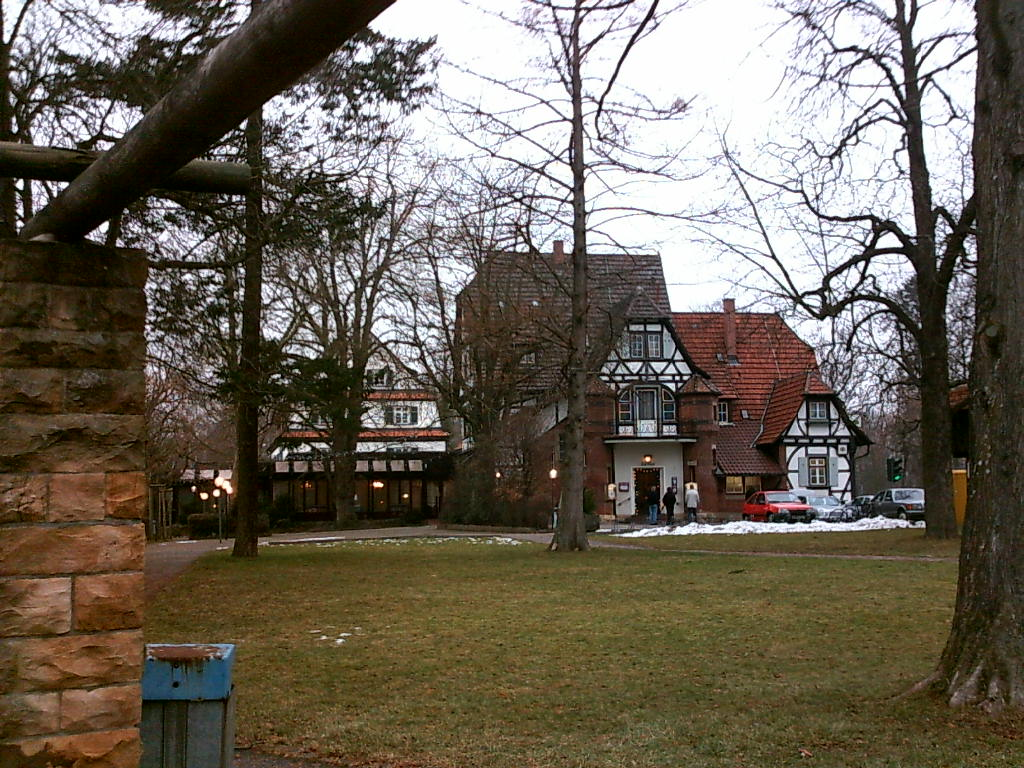
Jägerhaus, 2006